# Fidela Renom i Soler
Fidela Renom i Soler (Sabadell, 18 de gener de 1891 - Barcelona, 11 de setembre de 1987) fou una defensora de la dona treballadora i una política catalana, la primera dona elegida regidora de l'Ajuntament de Sabadell. Va militar al Círcol Republicà Federal i a Esquerra Republicana de Catalunya.
Acabats els estudis primaris, ingressà a la Institución Libre de Enseñanza, de Sabadell, que dirigia Fabià Palasí. Treballà en el tèxtil com a ordidora i l'1 de febrer de 1934 va ser la primera dona elegida regidora a l'Ajuntament de Sabadell, on va accedir com a membre de la candidatura Coalició d'Esquerres, que integraven el Círcol Republicà Federal (secció local del Partit Republicà Democràtic Federal), del qual era membre, Esquerra Republicana de Catalunya i la Unió Socialista de Catalunya, i que encapçalava Magí Marcé. Ocupà la regidoria d'Assistència Social, des de la qual va emprendre la reforma de la Clínica de Maternologia, va instituir la Diada de la Mare i, sobretot, va crear la Lliga Laica Femenina, amb el propòsit de treballar per l'emancipació de la dona obrera i per crear una consciència femenina lliure de prejudicis religiosos. La Lliga s'encarregà de les escoles bressol, les primeres gratuïtes per a obrers, i creà el primer cos d'infermeres laiques.
Fidela Renom milità en el Círcol Republicà Federal. Formà part de la Societat d'Actes Civils La Emancipación, fundada per Tomàs Viladot, per promoure els enterraments civils, i va ser també una destacada activista del Centre d'Estudis Psicològics, l'entitat dels espiritistes que tant de pes havien tingut abans de la Guerra Civil. El 1939, al final de la guerra civil, Fidela Renom s'hagué d'exiliar a França, on va continuar militant a Esquerra Republicana de Catalunya, i no en tornà fins al 1947: primer, a Sabadell; després, a Barcelona. Van haver de passar quinze anys perquè reprengués les tasques d'assistència social que havia iniciat des de l'Ajuntament el 1934.
Els últims anys, Fidela Renom va viure a la Residència de les Llars Mundet, on col·laborava activament en el periòdic trimestral Mundet-Paradís i formava part del seu consell de redacció. Renom va morir el 1987 a Barcelona i, tal com havia demanat, fou enterrada al departament laic del cementiri de Sabadell.